# Krizsán Endre
Krizsán Endre, Kövesi (? – ?) kétszeres magyar bajnok labdarúgó, fedezet.

## Pályafutása
1911 és 1918 között 17 mérkőzésen szerepelt az FTC-ben, amelyből hat bajnoki, 6 nemzetközi és 5 hazai díjmérkőzés volt. Kétszeres bajnok volt a csapattal. Sohasem vált a csapat meghatározó játékosává, csak kiegészítő emberként szerepelt a csapatban.

## Sikerei, díjai
- Magyar bajnokság
  - bajnok: 1911–12, 1912–13
  - 2.: 1917–18